# Клод Лелуш
Клод Лелу́ш (фр. Claude Lelouch; нар. 30 жовтня 1937, Париж) — французький режисер, сценарист, актор, кінопродюсер і кінооператор. На 39-й церемонії вручення премії «Оскар» у 1967 році «Чоловік і жінка» отримав нагороди за найкращий оригінальний сценарій та найкращий фільм іноземною мовою.

## Біографія
Клод Лелуш народився 30 жовтня 1937 року в Парижі. Починав як кінолюбитель, працював в документальному кіно і рекламі. У 13-річному віці отримав приз конкурсу дебютів на Каннському кінофестивалі. В 1956-му Клод Лелуш став автором репортажу про СРСР «Коли піднімається завіса», знятого ним прихованою камерою, який було куплено для показу на французькому телебаченні. Дебютна режисерська робота в повнометражному кіно — «Людська суть» (1961) — особливого успіху не мала.
У 1966 році Клод Лелуш зняв фільм «Чоловік і жінка», який приніс йому всесвітню славу та був удостоєний «Золотої пальмової гілки» Каннського фестивалю і двох «Оскарів» — за найкращий фільм іноземною мовою та найкращий оригінальний сценарій. Лелуш виступив як автор сценарію, режисер, продюсер а також оператор стрічки. Головні ролі виконали Жан-Луї Трентіньян та Анук Еме, а музику до фільму написав Френсіс Лей. Фільм є яскравим прикладом імпровізації під чутливим керівництвом режисера Клода Лелуша, який запросив двох не тільки талановитих, а й здібних, досвідчених акторів для роботи в такій манері. Йому вдалося знайти двох акторів хорошої театральної школи, які можуть вільно говорити в кадрі на будь-яку тему, як це роблять Жан Луї Трентіньян та Анук Еме.
У наступні роки Лелуш працює незалежним кінорежисером, знімаючи комерційні фільми силами власної кінокомпанії «Фільми 13» (фр. Les Films 13). Особливий успіх у глядачів мала авантюрна комедія «Пригода — це пригода» (1972), кримінальна комедія «З новим роком!» (1973), детектив «Кіт і миша» (1975), драма «Другий шанс» (1976).
Фільм 1988 року «Улюбленець долі» отримує дві премії «Сезар» — за головну чоловічу роль (Жан-Поль Бельмондо) і за музику до фільму (Френсіс Лей). Знятий за мотивами роману Віктора Гюго фільм «Знедолені» (1995) був удостоєний американської премії «Золотий глобус» як найкращий фільм іноземною мовою. Зйомки нової версії відбувалися на автодромі Монако 24 травня 2020 року, і в ній Леклерк керує Ferrari SF90 Stradale. Фільм вийшов 13 червня 2020 року. Видання The Verge розкритикувало фільм як «неживий». Кріс Харріс з Top Gear написав у Твіттері, що ця версія була «лінивою та погано виконаною».

## Стиль
Клод Лелуш вважається одним з найяскравіших представників французької «Нової хвилі» 1958—1962 років, — напрямку, який тяжів до імпровізаційного методу зйомки, головним чином на натурі, відображення на екрані «живого життя». «Нова хвиля» принесла на екрани незнані раніше людські типи, змінила уявлення про красу, про сучасне обличчя артиста, дало йому більше імпровізаційної свободи.

## Нагороди
- 1966 — «Золота пальмова гілка» Каннського кінофестивалю («Чоловік і жінка»)
- 1967 — «Оскар» в категорії «Найкращий фільм іноземною мовою» («Чоловік і жінка»)
- 1967 — «Оскар» в категорії «Найкращий оригінальний сценарій» («Чоловік і жінка»)
- 1967 — Номінований на «Оскар» в категорії «Найкращий режисер» («Чоловік і жінка»)
- 1967 — Номінований на «Золотий глобус» в категорії «Найкращий режисер» («Чоловік і жінка»)
- 1976 — Номінований на «Оскар» в категорії «Найкращий оригінальний сценарій» («Все життя»)
- 1996 — «Малий золотий лев» і номінація на «Золотого лева» Венеційського кінофестивалю («Чоловіки, жінки: Посібник з експлуатації»)
- 1996 — «Золотий глобус» в категорії «Найкращий фільм іноземною мовою» («Знедолені»)

Повний перелік нагород і номінацій Клода Лелуша [Архівовано 4 березня 2011 у Wayback Machine.] — на сайті IMDB.

## Фільмографія
| Рік  | Українська назва                         | Оригінальна назва                  | Примітки                                        |
| ---- | ---------------------------------------- | ---------------------------------- | ----------------------------------------------- |
| 1961 | Людська суть                             | Le Propre de l'homme               | режисер, сценарист, актор                       |
| 1962 | Любов з багатьма «якщо»                  | L'Amour avec des si                | сценарист, оператор                             |
| 1964 | Дівчина і рушниці                        | Une fille et des fusils            | режисер, сценарист, продюсер                    |
| 1964 | Жінка-спектакль                          | La Femme spectacle                 | режисер, продюсер                               |
| 1965 | Великі миті                              | Les Grands Moments                 | сценарист                                       |
| 1966 | Чоловік і жінка                          | Un homme et une femme              | режисер, сценарист, продюсер, оператор          |
| 1967 | Далеко від В'єтнаму                      | Loin du Viêt Nam                   | режисер                                         |
| 1967 | Жити, щоб жити                           | Vivre pour vivre                   | режисер, сценарист                              |
| 1968 | 13 днів у Франції                        | 13 jours en France                 | режисер                                         |
| 1968 | Легкі «Голуаз»                           | Les Gauloises bleues               | продюсер                                        |
| 1969 | Чоловік, який мені подобається           | Un homme qui me plaît              | режисер                                         |
| 1969 | Світло землі                             | Clair de Terre                     | продюсер                                        |
| 1969 | Життя, любов, смерть                     | La Vie, l'Amour, la Mort           | режисер, сценарист                              |
| 1970 | Негідник                                 | Le Voyou                           | режисер, сценарист, головний оператор           |
| 1970 | Товариші                                 | Camarades                          | продюсер                                        |
| 1971 | Смік, смак, смок                         | Smic, Smac, Smoc                   | режисер, сценарист                              |
| 1972 | Пригоди є пригоди                        | L'aventure, c'est l'aventure       | режисер, сценарист, оператор                    |
| 1973 | З Новим роком!                           | La Bonne Année                     | режисер, сценарист, оператор                    |
| 1973 | Очима восьми                             | Visions of Eight                   | один епізод; режисер                            |
| 1974 | Усе життя                                | Toute une vie                      | режисер, сценарист                              |
| 1974 | Шлюб                                     | Mariage                            | режисер, сценарист                              |
| 1975 | Кіт і миша                               | Le Chat et la Souris               | режисер, сценарист                              |
| 1976 | Це — побачення                           | C'était un rendez-vous             | короткометражний; режисер, актор                |
| 1976 | Добрі і злі                              | Le Bon et les Méchants             | режисер, сценарист                              |
| 1976 | Якби почати спочатку                     | Si c'était à refaire               | сценарист, продюсер                             |
| 1977 | Ще один чоловік, ще один шанс            | Un autre homme, une autre chance   | режисер, сценарист                              |
| 1978 | Мольєр                                   | Molière                            | продюсер                                        |
| 1978 | Робер і Робер                            | Robert et Robert                   | режисер, сценарист, продюсер                    |
| 1979 | За нас двох                              | À nous deux                        | режисер, сценарист, продюсер                    |
| 1981 | Одні та інші (Болеро)                    | Les Uns et les autres              | режисер, сценарист, продюсер                    |
| 1983 | Едіт і Марсель                           | Édith et Marcel                    | режисер, сценарист, продюсер                    |
| 1984 | Хай живе життя!                          | Viva la vie!                       | режисер, сценарист                              |
| 1985 | Піти, повернутися                        | Partir, revenir                    | режисер                                         |
| 1986 | Обережно: бандити!                       | Attention bandits !                | режисер, сценарист, продюсер                    |
| 1986 | Чоловік і жінка через 20 років           | Un homme et une femme, 20 ans déjà | режисер, сценарист, продюсер                    |
| 1988 | Улюбленець долі                          | Itinéraire d'un enfant gâté        | режисер, сценарист, продюсер                    |
| 1990 | Бувають дні… Бувають ночі                | Il y a des jours… et des lunes     | режисер, сценарист                              |
| 1992 | Прекрасна історія                        | La Belle Histoire                  | режисер, сценарист                              |
| 1993 | Усе про це                               | Tout ça… pour ça !                 | режисер, сценарист, продюсер                    |
| 1995 | Знедолені                                | Les Misérables                     | режисер, сценарист, продюсер, головний оператор |
| 1995 | Люм'єр і компанія                        | Lumière et Compagnie               | режисер, актор                                  |
| 1996 | Чоловіки, жінки: Посібник з експлуатації | Hommes, femmes, mode d'emploi      | режисер, сценарист, продюсер, головний оператор |
| 1998 | Випадок або збіг                         | Hasards ou coïncidences            | режисер, сценарист                              |
| 1999 | Одна за усіх                             | Une pour toutes                    | режисер, сценарист, актор, продюсер             |
| 2002 | А тепер, пані та панове…                 | And now… Ladies and Gentlemen      | сценарист, продюсер                             |
| 2002 | 11 вересня                               | 11'09"01                           | один епізод; режисер, сценарист                 |
| 2004 | Людський жанр — частина 1: Парижани      | Les Parisiens                      | сценарист, продюсер, режисер                    |
| 2005 | Сміливість любити                        | Le Courage d'aimer                 | режисер, сценарист, продюсер                    |
| 2006 | Наші друзі люди                          | Nos amis les Terriens              | продюсер                                        |
| 2007 | У кожного своє кіно                      | Chacun son cinéma                  | один епізод; режисер                            |
| 2007 | Серед дорослих                           | Entre adultes                      | продюсер                                        |
| 2007 | Залізничний роман                        | Roman de gare                      | режисер                                         |
| 2010 | Жінка і чоловіки                         | Ces amours-là                      | режисер                                         |
| 2014 | Ми тебе любимо, мерзотник                | Salaud, on t'aime.                 | режисер                                         |
| 2015 | Один плюс одна                           | Un plus une                        | режисер                                         |
| 2017 | Життя кожного                            | Chacun sa vie                      | режисер, співсценарист, співпродюсер            |
| 2019 | Чоловік і жінка: Найкращі роки           | Les Plus Belles Années d'une vie   | режисер, сценарист, співпродюсер                |

## В культурі
Культовим вважається фільм Клода Лелуша «Чоловік і жінка». Згадка про нього є у шкільній навчальній програмі 11 класу